# Chiến tranh và hòa bình (Prokofiev)
War and Peace, Op. 91 (tiếng Nga: Война и мир, dịch là Voyna i mir, tiếng Việt: Chiến tranh và hòa bình) là vở opera của nhà soạn nhạc người Nga Sergey Sergeyevich Prokofiev. Ông cùng với Mira Mendelson viết lời cho tác phẩm dựa theo cuốn tiểu thuyết cùng tên nổi tiếng Chiến tranh và Hòa bình của đại văn hào Nga Lev Tolstoy. Ông sáng tác vở opera này vào năm 1942, sau vở opera được trình diễn vào năm 1955, hai năm sau khi ông mất. Vở opera đã diễn tả thất bại của Napoléon Bonaparte trước quân đội Nga trong chiến tranh Pháp-Nga vào năm 1812.